# Socjalizm w Polsce
Historia i działalność ruchu socjalistycznego w Polsce.

## Geneza ruchu
Choć pierwsze organizacje socjalistyczne na terenie Polski powstały dopiero w latach 70. XIX wieku, wśród emigracji polskiej w Wielkiej Brytanii i Francji rozwijał się nurt socjalizmu utopijnego. Reprezentanci nurtu socjalizmu utopijnego ze względu na charakterystyczną strukturę społeczną Polski zwracali szczególną uwagę na położenie chłopów i strukturę agrarną. Duża część emigracyjnych środowisk demokratycznych w swych założeniach dążyła do realizacji socjalizmu agrarnego. Polski socjalizm utopijny jako ruch samodzielny nie rozwinął się i opierał się na wzorcach zachodnioeuropejskich.
Za jednego z pierwszych działaczy głoszących idee określane później jako socjalistyczne uważany jest Franciszek Gorzkowski. Gorzkowski żyjący w latach 1760-1830 uczestniczył w powstaniu kościuszkowskim oraz był członkiem klubu jakobinów polskich, dążył do wybuchu rewolucji chłopskiej na ziemi siedleckiej oraz głosił hasła ustanowienia systemu republikańskiego. Historyk Adam Próchnik uważał za zasadne włączenie Gorzkowskiego do grona prekursorów socjalizmu na ziemiach polskich, choć rzeczą dyskusyjną jest, czy ruch skupiony wokół jego osoby oparty był w całości na wyznawanych przez niego wartościach, a więc czy przynależy do historii socjalizmu. Na pewno jednak był nurtem emancypacyjnym.

## Polacy w ruchu międzynarodowym

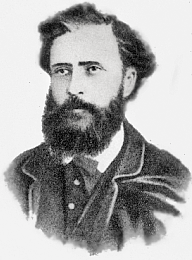
Walery Wróblewski dowódca powstania styczniowego i Komuny Paryskiej, działacz I Międzynarodówki

Na początku XIX wieku socjaliści polscy stanowili małą grupę mającą większe wpływy na emigracji niż w ojczyźnie. Do większego zainteresowania socjalizmem doszło po upadku powstania listopadowego gdy Polacy znajdujący się na emigracji zetknęli się z poglądami Roberta Owena czy Saint-Simona. Pod wyraźnym wpływem ideologii socjalistycznej znajdowali się m.in. Bohdan Jański, Leonard Rettel, Piotr Semeneńko, Joachim Lelewel oraz Adam Mickiewicz. Socjalizm wywierał wpływ na wywodzące się z czerwonych ugrupowania takie jak Towarzystwo Demokratyczne Polskie, Zemstę Ludu i ruch Młodej Polski. W 1835 roku część brytyjskich działaczy TDP utworzyła ugrupowanie pod nazwą Lud Polski, w kierownictwie organizacji znaleźli się socjaliści tacy jak Seweryn Dziewicki Stanisław Worcell, Tadeusz Krępowiecki i Zenon Świętosławski, organizacja kontynuowała działalność do roku 1846 gdy jej działacze wrócili do kraju.
W okresie działalności TDP w kraju działał ksiądz Piotr Ściegienny, kierujący konspiracyjną organizacją Związek Chłopski. W 1845 roku Walenty Stefański założył ugrupowanie o tendencjach socjalistycznych, działające pod nazwą Związek Plebejuszów. Zadeklarowanym socjalistą był Edward Dembowski, przyszły przywódca powstania krakowskiego. Dembowski opowiadał się za likwidacją własności prywatnej na rzecz własności socjalistycznej. Na terenie zaboru austriackiego działał Julian Goslar. W 1847 roku zwolennicy Joachima Lelewela przyjęli uchwałę londyńskiego Kongresu Socjalistycznego. Po upadku ruchu rewolucyjnego roku 1848 znaczenie socjalizmu zmalało, sytuację tę zmieniła wojna krymska. W 1858 roku reaktywowany został Lud Polski Świętosławskiego, organizacja weszła w skład Związku Międzynarodowego. Celem nowej organizacji było utworzenie republiki socjalistycznej. W 1861 roku w Łodzi doszło do jednego z pierwszych polskich wystąpień robotniczych a proletariat bierze udział w powstaniu styczniowym. Przed 1861 roku dochodziło do strajków między innymi w Królewskiej Hucie (1847), Siemianowicach, Rybniku i Mysłowicach (1850). Pierwszą polską gazetą o profilu socjalistycznym była założona w 1866 roku „Gmina”, kolejnym pismem była powstała w 1870 roku „Zmowa”. W 1870 roku przedstawiciele ruchu socjalistyczne weszli w skład Zjednoczenia emigracji polskiej.
Emigracja polska w Paryżu dość licznie wzięła udział w Komunie Paryskiej w której uczestniczyli między innymi dowódcy powstania styczniowego Jarosław Dąbrowski i Walery Wróblewski. Po upadku Komuny Wróblewski wyemigrował do Londynu, gdzie działał w Międzynarodowym Stowarzyszeniu Robotników, znanym później jako I Międzynarodówka. W czasie rozłamu między zwolennikami Marksa i Bakunina, Wróblewski opowiedział się za stanowiskiem Marksa.

## Lata 70., 80. i 90. XIX wieku

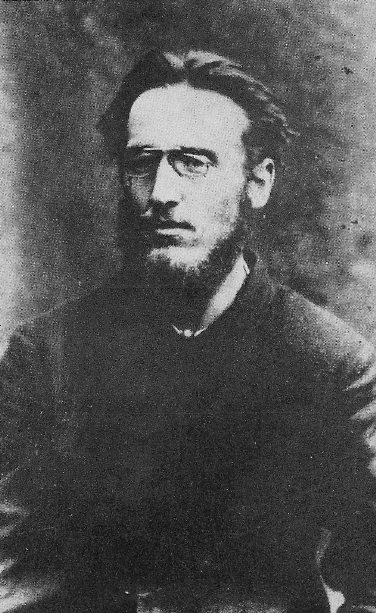
Ludwik Waryński, założyciel pierwszej polskiej partii politycznej, Wielki Proletariat

Do strajków zainicjowanych przez struktury socjalistyczne doszło w Poznaniu w roku 1871 i 1872. Od 1871 roku działalność na terenie Galicji prowadził Bolesław Limanowski. W 1878 roku Ludwik Waryński założył organizację młodzieży robotniczej i studenckiej. W 1879 roku opublikowany został Program socjalistów polskich zwany również programem brukselskim. Z inicjatywy Waryńskiego 1882 roku założona została pierwsza polska partia robotnicza, Międzynarodowa Socjalno-Rewolucyjna Partia Proletariat przez historyków nazywana jako I Proletariat lub Wielki Proletariat, organizacja ta została jednak rozbita przez carską policję. Organizacja dążyła do ogólnoświatowej rewolucji socjalistycznej i likwidacji kapitalizmu. Dwa lata po rozbiciu I Proletariatu powstał II Proletariat.
W latach 70. w ruchu socjalistycznym doszło do pierwszych napięć na tle ideologicznym. Limanowski podkreślał polski patriotyzm i dążenie do walki o niepodległość. Założona w Genewie organizacja Limanowskiego Lud Polski wydała w 1881 roku broszurę Patriotyzm i socjalizm, która uznała została za ideologiczny manifest ugrupowania. Waryński zwracał natomiast uwagę na kosmopolityzm i elitaryzm. Nawiązywał ścisłe relacje z rosyjską Wolą Ludu oraz odrzucał dawne hasła niepodległościowe ruchu robotniczego. Ludwik Waryński pochodził z Ukrainy, działał jednak na terenie całej Polski i za granicą. W 1880 roku był jednym z trzydziestu pięciu oskarżonych w procesie działaczy socjalistycznych, uniknął jednak wyroku. Założony przez niego Wielki Proletariat określany był jako awangarda rewolucji. Działacze partii założyli fundusz robotniczy z którego finansowano działalność partii i prowadzenie strajków. Po udanym strajku w Żyradowie w kwietniu 1884 roku, czołowi członkowie partii zostali skazani na śmierć, wśród straconych działaczy znalazł się sam Waryński.
W latach 80. XIX wieku działały organizacje takie jak Gmina Narodowo-Socjalistyczna Limanowskiego, od 1889 roku działał Związek Robotników Polskich. ZRP początkowo był przeciwny hasłom niepodległościowym, z czasem jednak w programie ugrupowania pojawiły się hasła niepodległościowe.

W Paryżu, w dniach od 17 do 23 listopada 1892 roku odbył się zjazd socjalistów polskich na którym podjęto decyzję o powołaniu Polskiej Partii Socjalistycznej i Związku Zagranicznego Socjalistów Polskich. Przywódcą nowej partii został Limanowski. W manifeście programowym jako cel proklamowano niepodległość narodową, która miała zostać osiągnięta w sposób pokojowy oraz ustanowienie dyktatury proletariatu. Gazeta PPS Robotnik redagowana była przez Józefa Piłsudskiego a gazetę drukowano w Londynie skąd przewożono ją do Rosji. Pierwsze kółka PPS-u w Kongresówce powstały w 1893 roku a w czerwcu tego samego roku odbył się I Kongres partii. W 1892 roku działalność rozpoczęła Polska Partia Socjalno-Demokratyczna Galicji i Śląska Cieszyńskiego (PPSD) kierowana przez Ignacego Daszyńskiego a rok później w Katowicach założona została Polska Partia Socjalistyczna Zaboru Pruskiego. Zarówno PPSD i PPS Zaboru Pruskiego miały program zbliżony do PPS-u lecz zachowały odrębność, druga organizacja cieszyła się jednak znikomym poparciem, w Wielkopolsce tracąc na rzecz endecji i Narodowego Związku Robotniczego.

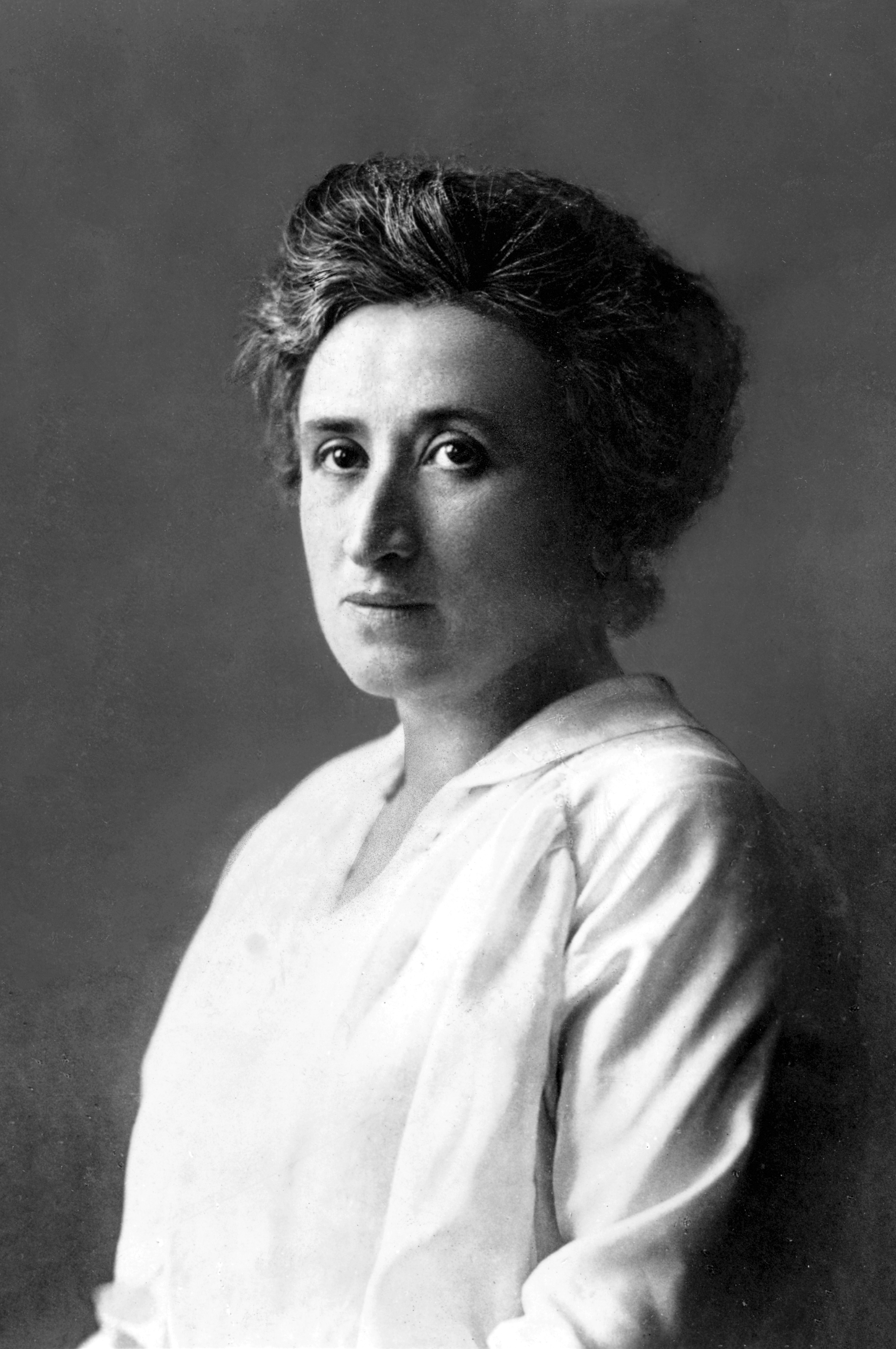
Róża Luksemburg, przedstawicielka ruchu internacjonalistycznego w polskim ruchu robotniczym

Część działaczy odrzucała program paryski a w szczególności hasła walki niepodległościowej. Radykałowie ci zostali usunięci ze składu delegacji Międzynarodowego Kongresu Socjalistów w Zurychu. Działacze skupieni wokół Róży Luksemburg i Juliana Marchlewskiego w 1894 roku założyli Socjaldemokrację Królestwa Polskiego (od 1900 roku działała jako Socjaldemokracja Królestwa Polskiego i Litwy). Odpowiedniczkę SDKP na Litwie stanowiła Socjal-Demokracja Litwy której przewodził Feliks Dzierżyński. SDKP a następnie SDKPiL, głosiła program internacjonalistyczny, odrzuciła rolę klasy robotniczej w walce o niepodległość i niechętnie odnosiła się do PPS oskarżając ją o instrumentalne traktowanie idei socjalistycznych. Konkurencja między ruchem internacjonalistycznym a patriotycznym przyjęła zinstytucjonalizowaną formę, w polskim ruchu socjalistycznym wyłonił się podział na patriotycznych socjalistów zwanych „socjalpatriotami” i internacjonalistów zwanych „socjaldemokratami”. Zarówno PPS jak i SDKPiL były członkami II Międzynarodówki. Ruch internacjonalistyczny domagał się światowej rewolucji i ustanowienia światowego państwa socjalistycznego. Czołową reprezentantką ruchu internacjonalistycznego była Róża Luksemburg. Pochodziła ona z rodziny Litwaków z Zamościa. Współpracowała z bolszewikami w Rosji i była jedną z założycielek niemieckiego Związku Spartakusa.
W Polsce rozwijał się ruch żydowskich socjalistów, dzielił się on na założony w 1897 roku internacjonalistyczny Bund, który utrzymywał bliskie stosunki z socjaldemokracją rosyjską i syjonistyczny Poalej Syjon. W 1896 roku założona została Ukraińska Partia Socjalno-Demokratyczna.

## Okres do odzyskania niepodległości

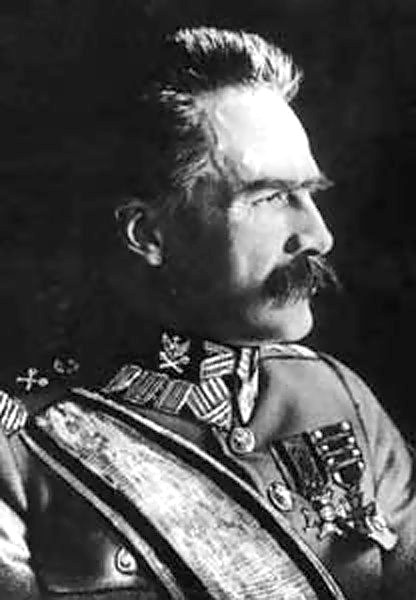
Józef Piłsudski działacz socjalistyczny i niepodległościowy, od 1926 roku faktyczny przywódca Polski

W zaborze austriackim, Polska Partia Socjalno-Demokratyczna uzyskała status legalnej partii politycznej i od 1897 roku dysponowała własną reprezentacją parlamentarną. Sytuacja wyglądała inaczej na terenie Kongresówki gdzie po upadku rewolucji 1905 roku, w Polskiej Partii Socjalistycznej doszło do rozłamu na PPS-Frakcję Rewolucyjną i PPS-Lewicę.
W rewolucji 1905 roku uczestniczyła PPS i SDKPiL. Szczególnie aktywna była Organizacja Bojowa PPS. W czasie rewolucji dochodziło do starć między socjalistami a bojówkami prawicowego Narodowego Związku Robotniczego występującego przeciwko protestującym robotnikom. Największym wystąpieniem robotniczym w czasie rewolucji było powstanie łódzkie, w trakcie walk w Łodzi zginęło około 200 osób. Odmienne stanowiska w czasie rewolucji zajmowali tzw. starzy (PPS) i młodzi (SDKPiL, PPS-Lewica, PPS „Proletariat”), starzy widzieli w ogólnorosyjskiej rewolucji szansę na wybuch powstania narodowego.
PPS-Lewica, która jeszcze przed rozłamem kontrolowała struktury partii dążyła, do utrzymania tradycyjnych struktur organizacji. Frakcja Rewolucyjna natomiast dążyła do dalszych akcji militarnych. W 1909 roku Frakcja Rewolucyjna powróciła do nazwy Polska Partia Socjalistyczna. W 1913 roku część działaczy PPS w proteście przeciwko militarnym zapędom władz partii założyła PPS-Opozycję na czele której stali Tomasz Arciszewski i Feliks Perl. W 1916 roku SDKPiL podzieliła się na „zarządowców” i „rozłamowców”, rozłam spowodowany był różnymi stanowiskami wobec chłopów i robotników rolnych.
I wojna światowa została uznana przez PPS za okazję do walki o niepodległość Polski, partia przygotowywała się do ewentualnej walki zbrojnej poprzez zakładanie organizacji militarnych takich jak Związek Walki Czynnej. SDKPiL i PPS-Lewica potępiły wojnę jako imperialistyczną. W konsekwencji doszło do zbliżenia SDKPiL i PPS-Lewicy, obydwie organizacje w roku 1918 utworzyły Komunistyczną Partię Robotniczą Polski. W 1918 na wzór sowietów i Arbeiterratw Polsce powstały Rady Delegatów Robotniczych, w odróżnieniu od Niemiec i Rosji większość utrzymywały w nich ugrupowania umiarkowane takie jak PPS i Bund, wpływy KPRP były często mniejsze od wpływów prawicowego Narodowego Związku Robotniczego. Dla porównania w 1919 roku liczba członków związków zawodowych zbliżonych do PPS wynosiła 93 000 osób analogicznie do 77 000 osób działających w związkach zbliżonych do KPRP. Na terenie Dąbrowy i Zamościa doszło do wystąpień zbrojnych Czerwonej Gwardii, które stłumione zostały jednak przez oddziały regularnego wojska. W wyniku rozłamu w międzynarodowym ruchu socjalistycznym spowodowanym powstaniem Międzynarodówki Komunistycznej, powstały organizacje takie jak Kombund, Komunistyczna Partia Zachodniej Białorusi Komunistyczna Partia Galicji Wschodniej i Komunistyczna Partia Zachodniej Ukrainy.

## II Rzeczpospolita

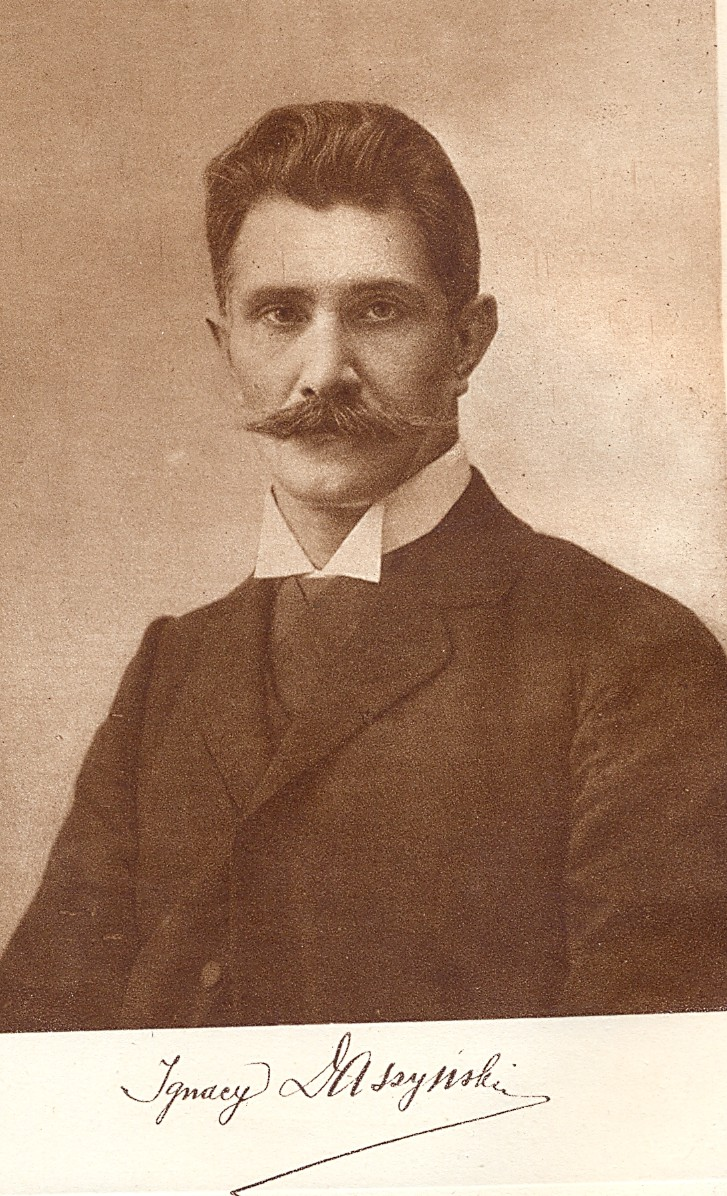
Ignacy Daszyński pierwszy premier II RP, działacz wywodzący się z Polskiej Partii Socjalno-Demokratycznej

PPS współtworzyła Centralny Komitet Niepodległościowy, Polską Organizację Wojskową, Konwent A, Naczelny Komitet Narodowy a z Polskiej Partii Socjalistycznej wywodzili się pierwsi premierzy II Rzeczypospolitej Ignacy Daszyński i Jędrzej Moraczewski. Sam PPS uczestniczył również w działalności Rad Delegatów Robotniczych. Program PPS skupiał się wokół utworzenia systemu parlamentarno-demokratycznego, ustawodawstwa socjalnego, sekularyzacji i nacjonalizacji podstawowych gałęzi przemysłu. W 1918 roku OB PPS uczestniczyła w rozbrajaniu sił wojskowych zaborców. W czerwcu 1919 roku PPS trzech zaborów (PPS, PPSD, PPS Zaboru Pruskiego) zjednoczyły się w jedną partię. W pierwszych latach II RP socjaliści uznawani byli za część obozu belwederowskiego popierającego Józefa Piłsudskiego oraz blisko współpracowali z Polskim Stronnictwem Ludowym „Wyzwolenie”, za główne zagrożenie PPS uznawała endecję oraz komunistów.
Socjaliści tworzyli związki zawodowe, młodzieżówki, organizacje harcerskie i spółdzielcze. Do największych organizacji powiązanych z PPS zaliczano Czerwone Harcerstwo, Towarzystwo Uniwersytetu Robotniczego, Związek Stowarzyszeń Zawodowych, Związek Niezależnej Młodzieży Socjalistycznej czy Związek Robotniczych Stowarzyszeń Spółdzielczych. W okresie II RP popularnością cieszyły się lewicowe czasopisma takie jak Gazeta Robotnicza, Dziennik Ludowy, Robotnik (organ prasowy PPS) i Naprzód.
Poza PPS pozostały niewielkie grupki socjalistów powiązanych z komunistami (PPS-Opozycja, PPS-Lewica, Partia Niezależnych Socjalistów (od 1924 pod nazwą Niezależna Socjalistyczna Partia Pracy). Innymi partiami robotniczymi działającymi w tym okresie była chadecka Narodowa Partia Robotnicza i Komunistyczna Partia Polski oraz partie mniejszości narodowych takie jak żydowskie Bund i Poalej Syjon, ukraińskie Ukraińska Partia Socjal-Demokratyczna, Ukraińska Partia Socjalistyczno-Radykalna, Ukraińskie Włościańsko-Robotnicze Zjednoczenie Socjalistyczne, białoruskie Białoruska Partia Niezależnych Socjalistów i Białoruska Włościańsko-Robotnicza Hromada oraz niemieckie Niemiecka Partia Socjalno-Demokratyczna i Niemiecka Socjalistyczna Partia Pracy. W okresie kryzysu gospodarczego 1923 roku, PPS ogłosiła strajk powszechny w Krakowie. Strajk przerodził się w powstanie robotnicze, stłumione przez władze rządowe do podobnych starć doszło w Borysławiu i Tarnowie. W 1926 roku PPS poparła przewrót majowy, jednak już w grudniu 1926 roku wycofała swoje poparcie dla Piłsudskiego. Zwolennicy Piłsudskiego założyli w 1928 roku PPS dawną Frakcję Rewolucyjną. W 1929 roku PPS razem z partiami ludowymi i chadeckimi uczestniczyła w antysanacyjnej koalicji Centrolewu.
Wielki kryzys (1929-1933) doprowadził do radykalizacji PPS. Partia opuściła Centrolew, a wewnątrz PPS pojawiały się hasła komunizujące, a radykalny ruch socjalistyczny domagał się międzypartyjnej współpracy z PPS. Odejście z pozycji radykalnych nastąpiło w roku 1935.

## II wojna światowa
Po klęsce w kampanii wrześniowej, PPS dokonała samorozwiązania, a w jej miejsce powstała Polska Partia Socjalistyczna – Wolność, Równość, Niepodległość, militarne ramie partii stanowiła Gwardia Ludowa WRN. Część działaczy znajdujących się poza WRN utworzyła w 1941 roku ugrupowanie Polscy Socjaliści, w 1943 roku przeobrażone w Robotniczą Partię Polskich Socjalistów. Konspiracyjna lewica skupiona była wokół pism „Barykada Wolności” i „Gwardia”. Na uchodźstwie w Wielkiej Brytanii działał Komitet Zagraniczny PPS. W Polsce socjaliści zasili szereg organizacji walczących z okupantem takich jak Polityczny Komitet Porozumiewawczy, którego liderem był Kazimierz Pużak.
PPS-WRN i część RPPS odrzucała możliwość układu ze Związkiem Radzieckim, mniejszość socjalistów wywodzących się z RPPS nawiązała współpracę z komunistyczną Polską Partią Robotniczą. W 1944 roku rozłamowcy z RPPS poparli utworzenie proradzieckiej Krajowej Rady Narodowej i Polskiego Komitetu Wyzwolenia Narodowego. Wytworzyła się więc szeroka mozaika różnych grup socjalistycznych działających w krajowym podziemiu. Różnice programowe w zasadzie nie występowały w celach społeczno-gospodarczych, które były w wielu sprawach we wszystkich nurtach dość zbieżne, lecz w stosunku do Związku Radzieckiego i w konsekwencji do PPR. Na jesieni 1944 roku powstała podporządkowana w dużym stopniu komunistom Polska Partia Socjalistyczna zasilona głównie byłymi członkami Robotniczej Partii Polskich Socjalistów oraz działaczami przybyłymi z ZSRR. Wraz z odbudową partii ponownie powstały organizacje społeczne takie jak Towarzystwo Uniwersytetu Robotniczego i związki zawodowe.
PPS-WRN uległa rozwiązaniu a próby włączenia struktur WRN w ramy PPS zakończyły się porażką.

## Polska Rzeczpospolita Ludowa
Wielu członkom WRN udało się przystąpić do PPS, działacze ci dążyli do ustanowienia kursu niezależnego od władz komunistycznych. W 1948 roku po czystce w szeregach komunistycznej PPR i PPS obydwie partie zostały połączone tworząc PZPR. PPS-WRN ponownie nie uzyskała zgody władz na kontynuację działalności. W latach 1946–1947 WRN wchodziła w skład opozycyjnego Komitetu Porozumiewawczego Organizacji Polski Podziemnej, jednak już w drugiej połowie lat 40. zmarginalizowana partia zakończyła działalność. Środowiska socjalistyczne będące poza zasięgiem wpływów PZPR znajdowały się na emigracji.
W latach 1950-1955 zbudowano w kraju materialne podstawy ustroju socjalistycznego. Program ten nakreślony już na Kongresie Zjednoczeniowym PPR i PPS w grudniu 1948 r. kiedy to został sformułowany w sześcioletnim planie rozwoju gospodarczego i budowy podstaw socjalizmu na lata 1950-1955, który w postaci ustawy został uchwalony przez Sejm Ustawodawczy 21 lipca 1950 r..
Po 1975 w kraju zaczęły powstawać liczne opozycyjne organizacje socjalistyczne; jedną z nich był Komitet Obrony Robotników (od 1977 Komitet Samoobrony Społecznej „KOR”), który wydawał dwutygodnik „Robotnik”, odwołujący się do tradycji polskiego przedwojennego ruchu socjalistycznego.
Ostatecznie monopol Polskiej Zjednoczonej Partii Robotniczej został przełamany w latach 80., kiedy coraz większymi wpływami cieszył się Niezależny Samorządny Związek Zawodowy „Solidarność”.

## III Rzeczpospolita
Po 1989, w warunkach transformacji ustrojowej i przejścia Polski do gospodarki rynkowej, ruchy i partie socjalistyczne znalazły się na marginesie sceny politycznej, ustępując miejsca formacjom liberalnym, konserwatywnym oraz postkomunistycznym partiom centrolewicowym. Tradycyjnie rozumiany socjalizm – oparty na ideach równości społecznej, uspołecznienia środków produkcji i sprawiedliwości społecznej – był w nowej rzeczywistości często utożsamiany z systemem PRL, co przyczyniło się do jego ograniczonej popularności.
Największą siłą wywodzącą się z tradycji socjalistycznej pozostawał Sojusz Lewicy Demokratycznej (SLD), powstały na bazie przekształconej PZPR. Choć formalnie odwoływał się do socjaldemokracji, SLD w praktyce realizował program centrolewicowy, dostosowany do realiów liberalnej gospodarki. Do tradycji socjalistycznej w mniejszym bądź większym stopniu odwoływały się partie takie, jak Unia Pracy, Unia Lewicy, Polska Partia Pracy – Sierpień 80, Socjaldemokracja Rzeczypospolitej Polskiej (w 1999 partia ta weszła w skład Sojuszu Lewicy Demokratycznej). Natomiast partie stricte socjalistyczne, takie jak Polska Partia Socjalistyczna (reaktywowana w 1987), pozostawały marginalne i nie zdobywały przeważnie reprezentacji parlamentarnej. Aczkolwiek w latach 1994-1997 w Sejmie funkcjonowało Koło Parlamentarne PPS.
Do tradycji socjalizmu odwoływały się również powstałe po 1990 różne organizacje, jak Stowarzyszenie Marksistów Polskich, Czerwony Kolektyw (potem jako Czerwony Kolektyw-Lewicowa Alternatywa) czy Młodzi Socjaliści. Ostatnia z organizacji działała w latach 2005–2015 i posiadała status obserwatora w Partii Europejskiej Lewicy.
Po 1990 powstały również organizacje komunistyczne, które jednak w jakimś stopniu odwoływały się do samych idei socjalizmu, jak np.  Pracownicza Demokracja czy Związek Komunistów Polskich „Proletariat” (później jako Komunistyczna Partia Polski).
W XXI wieku powstało wiele inicjatyw odwołujących się do idei socjalizmu, takich jak Ruch Sprawiedliwości Społecznej (od 2014 roku funkcjonujący również jako partia polityczna), Stowarzyszenie im. Stanisława Brzozowskiego, Akcja Socjalistyczna, Stowarzyszenie Ochotnicy Wolności, Historia Czerwona czy Polski Ruch Lewicowy.
Po 2015 do tradycji socjalistycznej nawiązała m.in. partia Razem (w latach 2022–2025 funkcjonująca w ramach koalicji Nowa Lewica), założona przez działaczy Młodych Socjalistów oraz działaczy Zielonych. Partia deklaruje poglądy socjaldemokratyczne, a także odwołuje się do socjalizmu demokratycznego.
W 2022 od PPS odłączyła się Organizacja Młodzieżowa Polskiej Partii Socjalistycznej, co stanowiło wynik wewnętrznego konfliktu pokoleniowego. Większość jej członków (ponad 85%) powołała do życia nową organizację – Czerwoną Młodzież, przemianowaną następnie na Czerwonych, która deklaruje bezpośrednie odwołanie do idei socjalistycznych.